# دیبس در جستجوی خویش
دیبس در جستجوی خویش کتابی از روانشناس بالینی و نویسنده ویرجینیا اکسلاین است که در سال ۱۹۶۴ منتشر شد.  این کتاب مجموعه‌ای از جلسات بازی درمانی در یک دوره یک ساله با پسری (دیبس) که از خانواده ای ثروتمند و بسیار تحصیل‌کرده است را شرح می‌دهد. علی‌رغم نشانه‌هایی که نشان می‌دهد او با استعداد است؛ مادر، پدر و اکثر معلمانش او را دارای اختلالات عاطفی یا شناختی می دانند. دیبس با منزوی کردن مداوم خود، به ندرت صحبت کردن و شلاق فیزیکی به اطرافیان خود رفتار اجتماعی غیرعادی نشان می‌دهد. هنگامی که اکسلاین برای اولین بار با والدین دیبس ملاقات می‌کند؛ آنها او را به عنوان آخرین امید پسرشان توصیف می‌کنند.
در جلسات هفتگی، اکسلاین اصول بازی درمانی غیر رهنمودی را در بر می‌گیرد.  رویکرد او به کودکان مبتنی بر مفاهیم انسانی کارل راجرز و درمان شخص محور بود.  دیبس در طول ساعتی که در بازی درمانی می‌گذرد، می‌تواند هر کاری که می‌خواهد را انجام دهد و هر چیزی که می‌خواهد را به زبان بیاورد؛ در حالی که اکسلاین شکیبایی و پشتیبانی را فراهم می‌کند. در این محیط، دیبس آرام آرام باز می‌شود و شروع به کاوش در احساسات خود می‌کند. پاسخ‌های اکسلابن به دیبس در درجه اول بازتاب است و به دیبس نشان می‌دهد که بدون قضاوت به او گوش می‌دهد. در پایان کتاب که یک سال کامل را در بر می‌گیرد، دیبس گام‌های قابل‌توجهی در توانایی‌های خود در گفتار، شناسایی و کنار آمدن با احساسات خود و تعامل اجتماعی با همسالان و خانواده خود برمی‌دارد. دیبس متعاقباً در پایان دوره درمانی خود مورد آزمایش قرار گرفت و مشخص شد که در آزمون هوش استانفورد-بینه با ضریب هوشی ۱۶۸ امتیازی در محدوده بسیار با استعداد کسب کرده است.